# Warren Christie
Pour les articles homonymes, voir Christie.
Warren Christie, né le 4 novembre 1975 à Belfast, en Irlande du Nord (Royaume-Uni), est un acteur britannico-canadien.
Il est surtout connu pour ses rôles dans October Road, Happy Town et Alphas.

## Biographie

### Jeunesse et formation
Hans Warren Christie naît le 4 novembre 1975 à Belfast, en Irlande du Nord, et grandit à London (Ontario), au Canada.
Il quitte London pour Windsor afin d'y fréquenter l'Université de Windsor, où il a été recruté comme joueur de football. C'est à cette époque que Christie développe un intérêt pour le jeu, intérêt qui l'amène à déménager à Vancouver.

### Carrière
En 2007, Christie décroche un rôle dans October Road, jouant le propriétaire d'une compagnie de construction. La même année, il joue également dans Magic Flute Diaries (en), basé sur l'opéra de Mozart. L'année suivante, il joue dans le pilote de Prince of Motor City.
Christie joue par la suite dans des films tels Gray Matters et Beneath (en). Il joue également des rôles secondaires à la télévision dans des émissions telles The Days, Supernatural, The L Word et Battlestar Galactica. Par la suite, il obtient un rôle plus consistant dans Alphas.

### Vie privée
Il habite Vancouver et est marié à Sonya Salomaa.

## Filmographie

### Cinéma
- 2004 : Magnitude 10.5 : Jimmy
- 2006 : Gray Matters : Trevor Brown
- 2007 : Beneath (en) : Jeff
- 2007 : Crossing : Tom Hopkins
- 2007 : X's & O's : Lorenzo
- 2008 : Magic Flute Diaries : Tom / Tamino
- 2011 : Apollo 18 : Ben Anderson
- 2011 : Rise of the Damned : Kevin
- 2012 : Target : Steve
- 2020 :  Land

### Courts-métrages
- 2008 : Incident at a Truckstop Diner

### Télévision

#### Séries télévisées
- 2001 : Pasadena : Security Guard
- 2003 : Black Sash : Zach
- 2003 : Jake 2.0 : Steve Clemens
- 2003 : La Treizième Dimension : Devin
- 2003-2004 : Still Life : Gideon
- 2004 : The Days : Lane Dugan
- 2005 : Andromeda : Ione
- 2005 : Battlestar Galactica : Tarn
- 2005 : The L Word : Leo Herrera
- 2006 : Supernatural : Luther
- 2006 : The Evidence : Phil Eugenides
- 2007 : Ghost Whisperer : Motorcycle Ghost
- 2007 : This Space for Rent : Chad
- 2007-2008 : October Road : Ray 'Big Cat' Cataldo
- 2008 : Samurai Girl : Dr. Thomas Fleming
- 2010 : Happy Town : Greggy Stiviletto
- 2010-2011 : True Justice : Radner
- 2011 : Flashpoint : Mark Logan
- 2011 : Once Upon a Time : Ryan
- 2011-2012 : Alphas : Cameron Hicks
- 2012 : Arrow : Carter Bowen
- 2013 : Castle : Brad Parker
- 2013 : King & Maxwell : Agent Steve Gibson
- 2014 : Rush : JP
- 2014-2016 : Motive : Sergeant Mark Cross
- 2014-2017 : Girlfriends' Guide to Divorce : Will
- 2015 : Chicago Fire : Scott Rice
- 2015 : Zoo : Ray Endicott
- 2016 : Eyewitness : Ryan Kane
- 2017 : L'Exorciste : Jordy
- 2017 : The Catch : Ethan Ward
- 2018 : The Resident (série télévisée) : Dr Jude Silva, chirurgien (saison 1 - 6 épisodes)
- 2019 : Batwoman : Bruce Wayne

#### Téléfilms
- 2003 : Le tueur des nuits de noces : Michael DeGraaff
- 2003 : Un homme pour la vie : David
- 2006 : Introducing Lennie Rose : Jackson Dean
- 2007 : Mon bébé a disparu : Tom Robbins
- 2008 : L'invité de Noël : Morgan Derby
- 2008 : The Prince of Motor City : Jamie Hamilton
- 2009 : House Rules : Nate Tiernan
- 2009 : Malibu Shark Attack : Chavez
- 2010 : L'appât du gain : Peter Wilson
- 2011 : Maman par intérim : Will Johnson
- 2014 : The Color of Rain : Michael Spehn
- 2018 : La Reine des cartels (Cocaine Godmother) de Guillermo Navarro : Jimmy
- 2021 : Une invitation inattendue pour Noël (Crashing Through the Snow) de Rich Newey : Sam Reynolds
- 2021 : Maman disparue : L'histoire vraie de Jennifer Dulos (Gone Mom) de Gail Harvey : Fotis Dulos